# Architects
Architects är ett brittiskt metalcore-band bildat år 2004 i Brighton (East Sussex, England) av tvillingbröderna Dan och Tom Searle. Bandet består idag av Dan Searle på trummor, Sam Carter på sång, Alex Dean på bas och gitarristerna Adam Christianson och Josh Middleton. Bandet har sedan 2013 skivkontrakt med skivbolaget Epitaph.
Soundet på första tre albumen var grovt, kaotiskt och komplext. På den tiden var bandet starkt inspirerat av amerikanska The Dillinger Escape Plan. Från och med fjärde albumet The Here and Now som släpptes år 2011 blev musiken mer melodisk och post-hardcore-orienterad, vilket fjärmade delar av fansen. Året därpå släpptes Daybreaker som blev en lite av en kombination av det nya och det gamla, själva låttexterna var starkt politiserade. Sjätte albumet Lost Forever // Lost Together gav bandet stor popularitet och blev även succé bland kritiker. 
Kort efter att sjunde albumet All Our Gods Have Abandoned Us släpptes år 2016, avled Tom Searle efter tre år med hudcancer. September året därpå släpptes singeln Doomsday som var sista låten Tom medverkade i innan sin död, samtidigt presenterades Josh Middleton som ersättare. Doomsday är även med i åttonde albumet Holy Hell som släpptes i november 2018.

## Medlemmar

### Nuvarande
- Dan Searle – trummor, slagverk, programmering (2004–idag)
- Sam Carter – sång (2007–idag)
- Alex "Ali" Dean – bas (2006–2011, 2011–idag) keyboard, drum pad (2016–idag)
- Adam Christianson – kompgitarr (2015–idag; turnerande 2012, 2014–2015) bakgrundssång (2020–idag)
- Josh Middleton – sologitarr, bakgrundssång (2017–idag; turnerande 2016–2017) kompgitarr (turnerande 2012)

### Tidigare
- Tim Lucas – bas (2004–2006)
- Matt Johnson – sång (2004–2007)
- Tim Hillier-Brook – kompgitarr (2004–2012)
- Tom Searle – sologitarr, keyboard, programmering (2004–2016; avliden 2016); kompgitarr (2012–2015)

### Turnerande medlemmar
- Casey Lagos – bas (2011)
- Bobby Daniels – bas  (2011)
- Morgan Sinclair – kompgitarr (2013–2014)
- Sean Delander – sologitarr (2016)
- Ryan Burnett - gitarr, keyboard, pads (2022)

## Diskografi

### Studioalbum
- Nightmares (2006)
- Ruin (2007)
- Hollow Crown (2009)
- The Here and Now (2011)
- Daybreaker (2012)
- Lost Forever // Lost Together (2014)
- All Our Gods Have Abandoned Us (2016)
- Holy Hell (2018)
- For Those That Wish to Exist (2021)
- The Classic Symptoms of a Broken Spirit (2022)
- The Sky, the Earth & All Between (2025)